# Волянська Людмила Іванівна
Людмила Іванівна Волянська (нар. 6 травня 1922, с. Вереміївка — 22 червня 2001, м. Кергонксон) — українська письменниця, редактор, громадська діячка.

## Біографія

### Дитячі роки
Народилась 6 травня 1922 р. у с. Вереміївка на Полтавщині в родині професора Івана Шарого (репресованого та розстріляного в 1931 р. за «український буржуазний націоналізм») та вчительки математики Марти Мойсеєвої. Вона була відмінницею під час навчання у школі ім. Франка в Києві. У часи другої світової навчалася в Київському політехнічному інституті.
З самого дитинства проявляла драматичний хист та гарні здібності до вокалу. Нарешті відчувала й потяг до журналістики.

### Молодість і початок журналістської діяльності
З 1942 р. — в еміграції в Берліні, де проживав її дядько Степан Донцов. Перебувала в таборі ДП, працювала в редакції журналів «Дозвілля», «Український доброволець», «За Україну». У тому ж 1942 р.познайомилася з молодим лікарем Олегом Волянським. У 1943 р. пара побралася. Заголом у подружжя Волянських за час існування їхнього шлюбу народилося п'ятеро дітей (Лілея, Богданна, Тарас, Ігор, Лев).  [Архівовано 2 липня 2015 у Wayback Machine.]
Вчилася в Берлінській консерваторії (1942—1944), потім — на відділі журналістики в Українському технічно-господарському інституті в Мюнхені (Німеччина). Маючи гарний голос, Людмила Іванівна виступала на сцені театру «Ренесанс» у таких виставах як «Майська ніч», «Запорожець за Дунаєм» тощо.

### Життя в еміграції та останні роки
У 1950 р. емігрувала до США. Студіювала математику в Нью-Йорку (1970—1973) та вивчала англійську мову в американському коледжі. Була членом редакції «Свобода».
Людмила Волянська була активно залученою в національне життя української діаспори за кордоном; товаришувала з Євгеном Маланюком, Михайлом Сасновським, Дмитром Донцовим. Працювала у яуості журналіста, репортера, коректора й навіть редактора для наступних видань: газета «Свобода», Альманах УНСоюзу, «Вісник ООЧСУ», «Шлях перемоги» тощо.
У всіх своїх роботах журналістка невідступно дотримувалась ідей українського націоналізму, принципів демократії та політичної толерантності. Коло її зацікавлень та мислиннєвих пошуків було найширшим: від історії УПА до відгуків на нові арешти дисидентів у СРСР, від описів щоденного життя українських діаспорян США, Канади та Австралії до жорсткої критики тоталітаризму, від роздумів над соціальною позицією письменника олександра Солженіцина до історії Туринської плащаниці.
Пані Волянська була справжньою естеткою та поціновувачкою рідного мистецтва й культури. Відтак на сторінках її есеїв найчастіше згадуються імена Т. Шевченка, Л. Українки, І. Франка, В. Симоненка, В. Стуса, О. Теліги, Л. Могильнської, О. Ольжича, Є. Маланюка, О. Стефановича та інших. Змістовними та зі справжнім знанням справи є її роботи стосовно музичних подій в Америці.
Померла 22 червня 2001 р. у Кергонксоні, похована на цвинтарі Святого Духа в Гемптонбургу.

### Статті, рецензії, кореспонденції, репортажі
- Афганістан і «доктрина Брежнєва»;
- Чи справді «клопітливе наголошування етнічності»?;
- Люди з ідеалістичними аспіраціями;
- «Щоб не зачерствіти …»;
- Відданість справі волі;
- «Світ Божий закований в пута»;
- Не «Львов», а таки Львів!;
- Безвідповідальне надужиття сили;
- Нова радість стала;
- Тоді вже сходила зоря;
- Соціальне забезпечення — турбота Президента;
- Правда Христова переможе!;
- На терезах історії;
- Брехня — совєтський «модус вівенлді»;
- Використання літо на читання книжок;
- Чорні сили при злочинній праці4
- Велика втрата для української діаспори;
- Неоправдання хвальба;
- Інвестиґаційний репортаж — тема дискусійного вечора в ЛМК;
- Плащаниця Христова — «Санта Сідоне» з Туріну;
- Ні! Не регіональне свято — Листопад!;
- Чи вони спадкоємці Олександра Герцена?;
- Не скує душі живої;
- американці милуються українськими писанками;
- З України прибули нові таланти;
- Христос у творчості «Вінця і кінця»;
- Великий мистець;
- Добре, що про людоїдство забуто;
- Чорний рік для дисидентів;
- україна не схиляє чола;
- Ладя Могилянська — посестра олени Теліги;
- Ганна — Шевченкова Беатріче;
- Дмитро Донцов — поет;
- Цензура першого Кобзаря;
- Два великі слова — один могутній клич;
- Наука матері;
- З приводу однієї повісті;
- Лицар без догани;
- тощо.